# Barrio de Arriba de San Juan Xoconusco
Barrio de Arriba de San Juan Xoconusco är en ort i Mexiko, tillhörande kommunen Donato Guerra i sydvästra delen av delstaten Mexiko. Samhället är mycket närbeläget till San Juan Xoconusco och hade 1 216 invånare vid folkräkningen år 2010.